# Mnesarete fuscibasis
Mnesarete fuscibasis är en trollsländeart som först beskrevs av Philip Powell Calvert 1909.  Mnesarete fuscibasis ingår i släktet Mnesarete och familjen jungfrusländor. Inga underarter finns listade i Catalogue of Life.